# Maharishi Mahesh Yogi

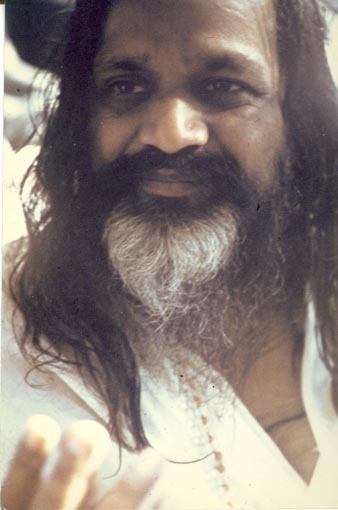
Maharishi Mahesh Yogi in 1973

Maharishi Mahesh Yogi (Sanskriet: महर्षि महेश योगी ,maharṣi maheśa yogī) (Chichli, Madhya Pradesh, India, 12 januari 1918 – Vlodrop, Nederland, 5 februari 2008) was grondlegger van de transcendente meditatie, een techniek die meer dan tien miljoen mensen wereldwijd hebben geleerd.

## Biografie
Maharishi Mahesh Yogi, geboren als Mahesh Prasad Varma, studeerde natuurkunde aan de Universiteit van Allahabad. Na het behalen van zijn graad in 1940 werd hij als brahmacharya leerling en lid van de ashram van swami Brahmananda Saraswati, die was verkozen tot Shankaracharya van Jyotir Math, een van de vier hoogste spirituele zetels in India, die meer dan 150 jaar niet bekleed was.
Na het overlijden in 1953 van zijn leermeester Brahmananda Saraswati trok Maharishi zich terug in Uttar Kashi in de Himalaya. In 1955 vertrok hij naar het zuiden van India. Hij werd al gauw "Maharishi Mahesh Yogi" genoemd (vaak verkort tot "Maharishi", wat "grote ziener" betekent) en begon les te geven in zijn meditatietechniek, later bekend geworden als transcendente meditatie (TM).

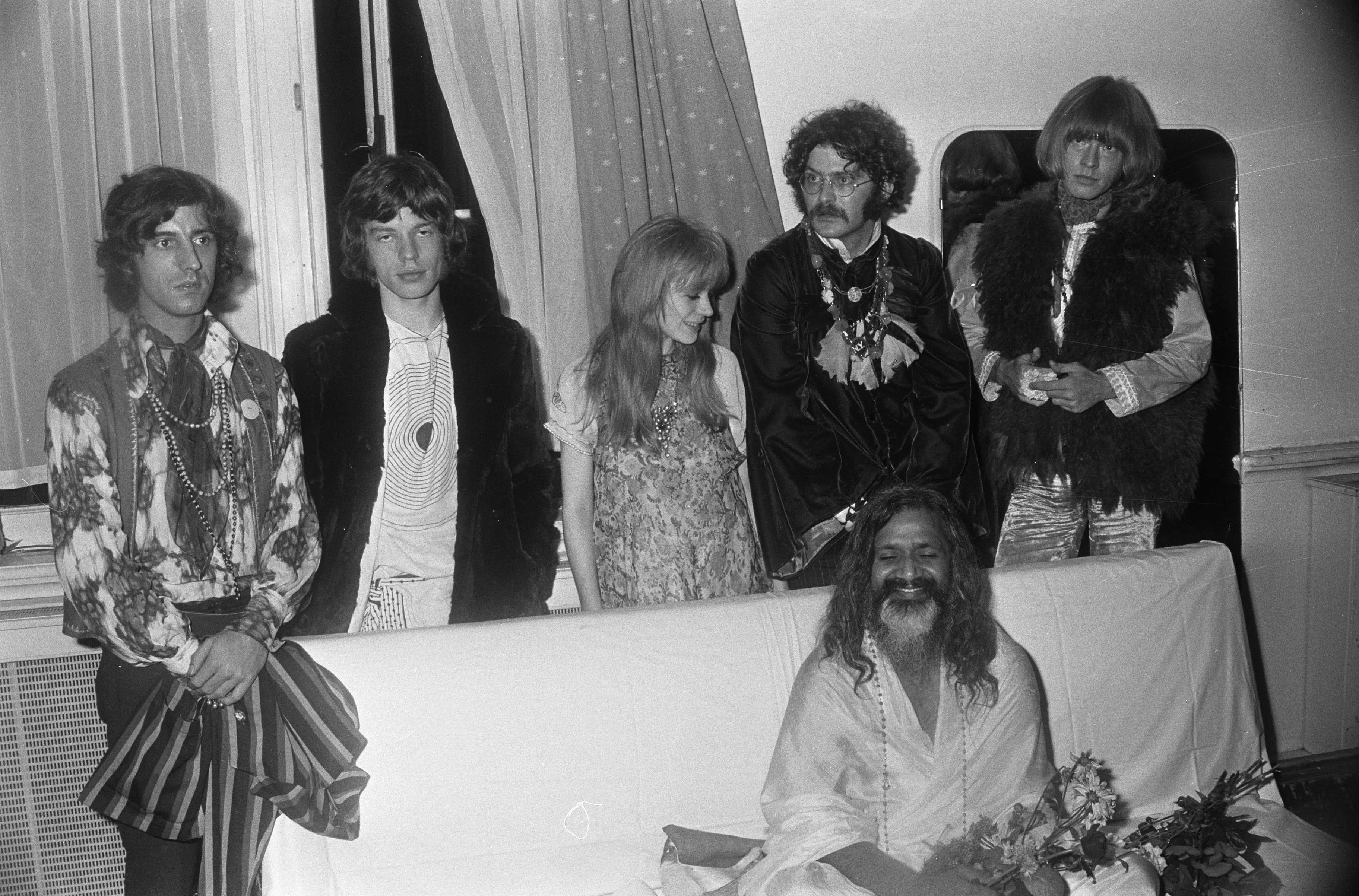
Van links naar rechts: Michael Cooper, Mick Jagger, Marianne Faithfull, Shepard Sherbell & Brian Jones; op de bank: Maharishi Mahesh Yogi (Concertgebouw Amsterdam, 1967)

 Van 1958 tot 1968 maakte Maharishi een tiental wereldreizen om bekendheid te geven aan transcendente meditatie en gaf in 1961 de eerste opleiding om hierin leraar te worden. Op 1 september 1967 kwam hij er voor het eerst over spreken in Nederland en wel in het Concertgebouw in Amsterdam. Op 17 januari 1968 kwam hij voor een tweede maal.

### De Beatles
In de jaren 1960 en 1970 werd Maharishi Mahesh Yogi een icoon van de heersende tijdgeest. Bekendheden zoals The Beatles en de The Beach Boys begonnen met TM. De Beatles reisden in 1968 naar India om de techniek van Maharishi zelf te leren, maar na enkele maanden kwam het tot een breuk, vanwege een zakelijk geschil over een uit te brengen film over Maharishi.
George Harrison bezocht Maharishi weer in Nederland in 1991 en Paul McCartney bezocht Maharishi in Nederland in 1998.
Bij het overlijden van Maharishi zei Paul McCartney “Ik ben diep bedroefd. Mijn herinneringen aan hem zullen alleen plezierige zijn. Hij was een groot man die onvermoeibaar werkte voor de mensen op de wereld en aan de zaak van harmonie.”
Naar aanleiding van Maharishi’s overlijden zei Ringo Starr: “Een van de wijze mensen die ik in mijn leven ontmoette was Maharishi. Ik was altijd onder de indruk van zijn blijdschap en ik geloof werkelijk dat hij weet waar hij heen gaat.”

### Jaren 1970

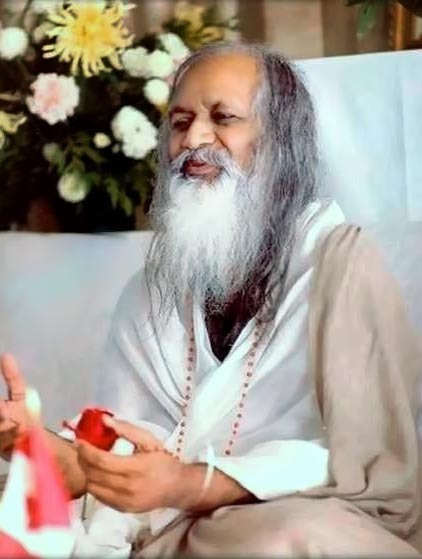
Maharishi Mahesh Yogi in 1978

In de jaren zeventig bleef Maharishi reizen en verbleef hij veel in Seelisberg, Zwitserland.
In 1970 formuleert Maharishi een nieuwe wetenschap, de Wetenschap van Bewustzijn, de Wetenschap van Creatieve Intelligentie.
In 1971 was er een persconferentie van de Amerikaanse uitvinder Buckminster Fuller en Maharishi in Amherst in de Verenigde Staten.
In 1972 inaugureert hij het Wereldplan om de eeuwenoude problemen van de mensheid op te lossen.
In Santa Barbara (Californië) werd de Maharishi International University opgericht, tegenwoordig Maharishi University of Management.
In 1974 stelde Maharishi dat er een meetbare coherentie van vredig bewustzijn in een samenleving zou komen als TM door een relatief klein aantal mensen (1% van de bevolking) in die samenleving werd beoefend. Dit fenomeen werd door aanhangers het "Maharishi Effect" genoemd.
Naar aanleiding van dit "Maharishi Effect" ondernam Maharishi in 1975 een reis naar 5 continenten en sprak op grote bijeenkomsten in New Delhi, Londen, Ottawa, Buenos Aires en in Abidjan in Ivoorkust om de "Dageraad van de Tijd van Verlichting" aan te kondigen, de aankondiging van het allereerste begin van een tijd van harmonie op basis van bewustzijnsontwikkeling door meditatie.
Maharishi ontdekte ook de grondwet van het universum, het levendige potentieel van de Natuurwet in Rig-Veda en tevens de structurerende dynamiek van Rig-Veda in de gehele Vedische literatuur in 1975.
In 1976 introduceerde Maharishi het TM-Sidhiprogramma met "yogisch vliegen" als bewijs van een zeer hoge geest-lichaam-coördinatie bij de mediterende en voorspelde hij (bij groepsbeoefening) de toename van coherentie in het wereldbewustzijn.
Maharishi formuleerde zijn Absolute Theorie van Regeren, van Onderwijs, van Gezondheid, van Defensie, van Economie, van Management en van Wetgeving en Wetshandhaving (1977) en publiceerde deze in de jaren daarna in gelijknamige boeken. (Zie boekenlijst hieronder.)

### Jaren 1980
Ook in de jaren tachtig bleef Maharishi reizen door de hele wereld.
In 1981 organiseerde Maharishi de eeuwenoude versnipperde Vedische literatuur als de literatuur van een perfecte wetenschap, de Maharishi Vedische Wetenschap en Technologie (1981).
In 1983 ging hij op tournee naar Afrika (Kenia, Ivoorkust, Zambia, Gambia), Europa (Italië, Zweden, Denemarken, Noorwegen, Spanje, Joegoslavië, Hongarije, Tsjecho-Slowakije, Griekenland, Frankrijk, Nederland, Finland, Engeland en Ierland), Zuid-Amerika (Brazilië, Colombia, Bolivia) en Noord-Amerika (de Verenigde Staten).
In 1986 verdiepte Maharishi zich in Ayur-Veda, Gandharva Veda, Sthapatya Veda en Jyotish en bracht hij specifiek de rol en de ondersteuning van de ervaring van Transcendent Bewustzijn (zuiver bewustzijn) van deze aspecten van de Vedische leer aan het licht.
Hij stelde in 1988 een Masterplan op voor het scheppen van hemel op aarde, voor de reconstructie van de hele wereld, innerlijk en uiterlijk.

### Jaren 1990
In 1990 vestigde Maharishi zich voorgoed in Nederland. Hij ging verder met het coördineren van zijn wereldwijde activiteiten vanuit Vlodrop, in Limburg.
Hij inspireerde tot de oprichting, in landen overal in de wereld, van een nieuwe politieke partij, de Natural Law Party of wel Natuurwetpartij om zijn Absolute Theorie van Regeren in praktijk om te zetten. (1992)
In 1993 bracht Maharishi de correlatie aan het licht tussen de structuur en kwaliteiten van Veda en de Vedische Literatuur en de structuur en functie van de menselijke fysiologie.
Maharishi introduceerde in 1994 het programma voor een "preventievleugel" in de krijgsmacht.
Maharishi introduceerde het Maharishi Corporate Development Programme, het Transcendente Meditatie-programma in het bedrijf, in bedrijven in de Verenigde Staten, Europa, India en Australië. (1995)
Hij zette een Open University op met het Maharishi Channel, dat in twintig talen over de hele wereld uitzond. (1998).

### 2000 tot 2008

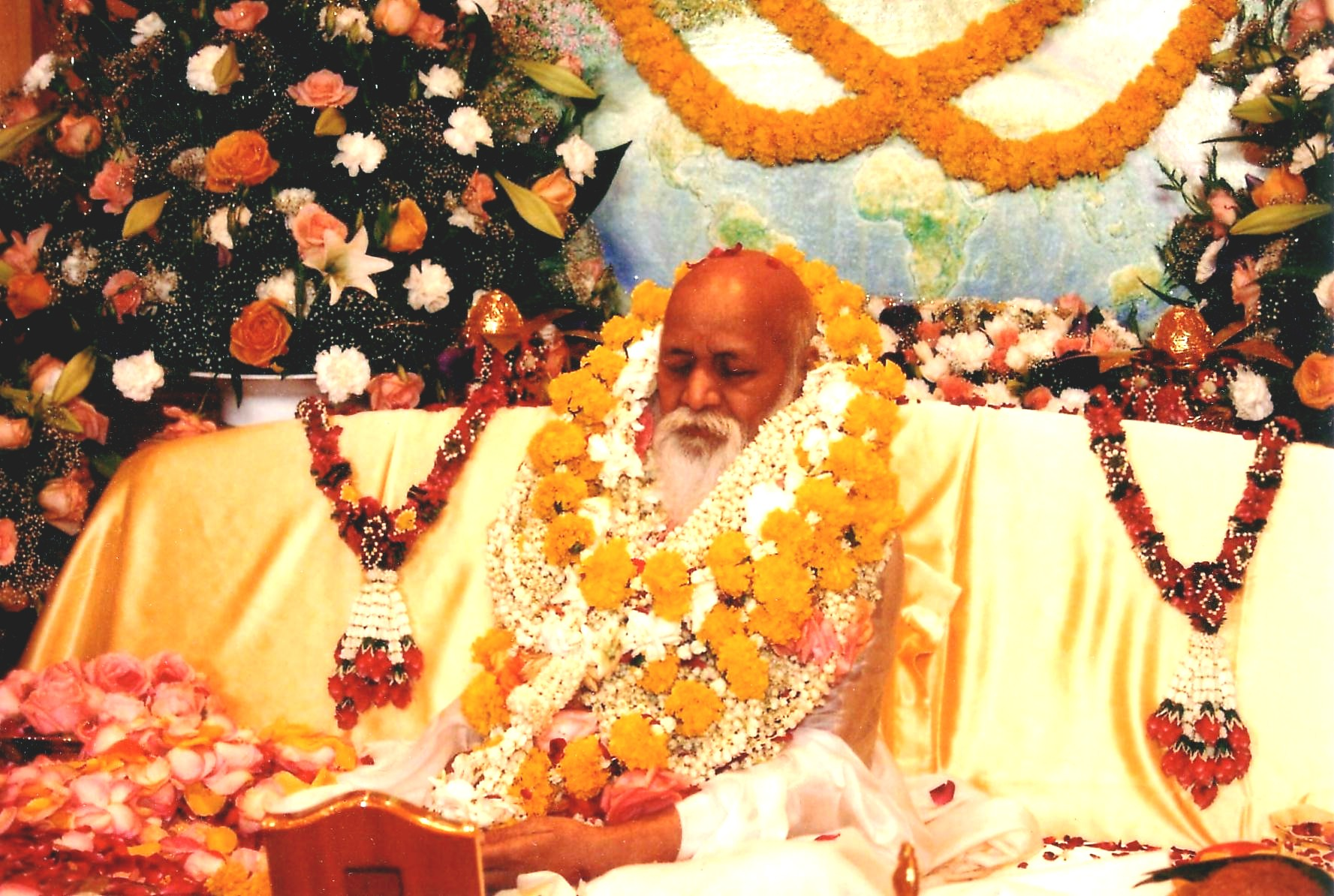
Maharishi Mahesh Yogi in 2005

In 2000 introduceerde Maharishi zijn programma om armoede uit de wereld te elimineren door ongebruikt land te bebouwen volgens Vedische en biologische en ecologische principes.
Hij stichtte het Global Country of World peace om alle landen te verenigen in een vreedzame wereldomvattende eenheid (2000).
Hij gaf de inspiratie voor de World Federation of Traditional Kings om de ouderlijke rol wakker te maken van de leiders van traditionele culturen omwille van de vrede in hun gebieden. (2000)
Als reactie op de terroristische aanslagen in de V.S. ontwierp hij programma’s voor wereldvrede vanuit één land, India, door de groepsgewijze beoefening van Transcendente Meditatie en Yogisch Vliegen en Yagya door duizenden Vedische Pandits.(2001)
Maharishi ontwierp de Raam Mudra ontwikkelingsmunt om een evenwichtige wereldeconomie te scheppen. (2002)

Hij lanceerde een wereldwijd initiatief om vredespaleizen te bouwen in de 3000 grootste steden, om de complete kennis van de evolutie van de mens veilig te stellen. (2003-2004).
Hij vestigde permanent de "Invincible America Assemblee" in Fairfield, Iowa, V.S. met meer dan 2000 deelnemers, waaronder 1000 Vedische Pandits uit India.
Een paar dagen voor zijn dood in 2008 vroeg Maharishi aan zijn medewerkers een fonds op te richten met de naam van zijn leermeester Brahmananda Saraswati, dat er voor moet zorgen dat er altijd duizenden Vedische Pandits hun Transcendente Meditatie programma met Yogisch Vliegen en hun Yagay's, als grote groep tezamen, in India kunnen doen voor wereldvrede.
Maharishi's laatste woorden waren:
"Druk mijn vreugde uit dat voor alle millennia die gaan komen de wereld een gelukkige wereld zal zijn. Alle hulde aan Guru Dev (zijn leermeester). Brahmananda Saraswati Trust (fonds)s zal het lichtende licht zijn, elke ochtend en elke avond. De toekomst van de wereld is licht en dat is mijn vreugde. Jai Guru Dev."

### Overlijden en opvolging
Maharishi Mahesh Yogi overleed op 5 februari 2008, op 90-jarige leeftijd. Zijn lichaam werd naar India overgebracht en werd op 11 februari gecremeerd aan de oever van de Ganges in Allahabad.
Maharishi had veertig mensen geselecteerd en opgeleid om de organisatie te gaan leiden. Maharaja Nader Raam (Tony Nader) is hun voorzitter.

## Boeken geschreven door Maharishi Mahesh Yogi

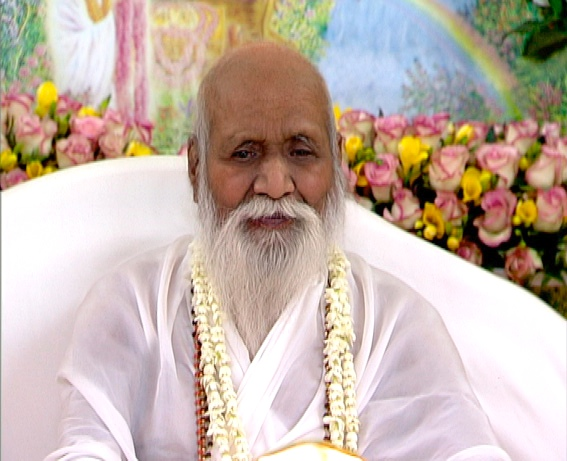
Maharishi Mahesh Yogi in 2007

### Vertaald in het Nederlands
Over Transcendente Meditatie:
- Transcendente Meditatie - met vragen en antwoorden. Eerste Engelstalige publicatie 1967, eerste publicatie van de Nederlandse vertaling 2018| ISBN 9789082843002

Dit boek bestaat uit 2 delen. Deel I is een toespraak van Maharishi over Transcendente Meditatie, deel II zijn vragen van het publiek uit 1961 en 1962 en de antwoorden van Maharishi, ingedeeld per onderwerp.
- De wetenschap van het Zijn en de kunst van het leven. Eerste publicatie 1963 | ISBN 9789073207752

Maharishi beschrijft de vervulling van alle gebieden van leven door de toepassing van de simpele en moeiteloze techniek van Transcendente Meditatie.
- Over de Bhagavad-Gita—opnieuw vertaald en van commentaar voorzien - Hoofdstuk 1-6. Eerste Engelstalige publicatie in 1967, eerste publicatie van de Nederlandstalige vertaling: Den Haag, MIU Nederland pers, 1979 | ISBN 9789062690213

Maharishi’s vertaling en commentaar gaan over de diepe waarheden van het leven, de behoefte en het doel van ieder mens.
Over defensie:
- Maharishi’s Absolute Defensietheorie — Soevereiniteit in onoverwinnelijkheid. Publicatie 1994 | ISBN 907175071X

Maharishi geeft de kennis hoe de natie onoverwinlijk te maken door alliantie met de onoverwinnelijke kracht van de Natuurwet. Met bespreking van theorie en praktisch onderzoek door de moderne wetenschap en diepe inzichten uit de Vedische wetenschap. Met een wetenschappelijk onderbouwd programma om een preventie-vleugel op te zetten in elke krijgsmacht omwille van 'overwinning vóór de strijd'.
Over regeren:
- Maharishi's Absolute Theorie van Regeren - Automatisch bestuur. Eerste Engelstalige publicatie in 1995, eerste publicatie van de Nederlandstalige vertaling:  2018 | ISBN 9789082843019

Maharishi beschrijft hoe het mogelijk is om een ideaal systeem van bestuur en regeren te scheppen op elk niveau - gemeenschap, provincie, land en de wereld - door de regering of het bestuur op één lijn te brengen met het perfecte bestuur van het universum.
Over onderwijs:
- Vedische Kennis voor iedereen - Maharishi Vedische Universiteit Introductie. Eerste Engelstalige publicatie 1994, eerste publicatie van de Nederlandse vertaling 2017 | ISBN 9789082692013

Het boekje geeft een fundamenteel en volledig overzicht van de tijdloze Vedische Kennis zoals opnieuw aan het licht gebracht en opnieuw gestructureerd en becommentarieerd door Maharishi Mahesh Yogi. Het is tevens een inleiding tot Maharishi's Vedische Universiteit.
Over management:
- Maharishi Management Universiteit - heelheid in beweging. Eerste Engelstalige publicatie 1995, eerste publicatie van de Nederlandse vertaling 2017 | ISBN 9789082692037

Maharishi introduceert het concept "automatisch bestuur” door toepassing van het organisatievermogen van de Natuurwet op elk gebied van management. Onder meer worden onderwerpen behandeld als Maharishi Meester Management, Tijdig Management, de Natuurwet, de Kosmische Manager van het Universum.

### In het Engels
Over Transcendente Meditatie:
- Transcendental Meditation with Questions and Answers by Maharishi Mahesh Yogi. Eerste publicatie 1967 | ISBN 978-90-806005-0-8

Maharishi geeft een inleidende lezing en beantwoordt vragen over Transcendente Meditatie, andere vormen van meditatie en aanverwante onderwerpen.
Over Transcendente Meditatie en het Maharishi Effect:
- Enlightenment to Every Individual Invincibility to Every Nation. Publicatie1978 | ISBN 99911-608-9-2

Maharishi legt uit hoe elk individu verlicht en elk land onoverwinlijk kan worden.
Over onderwijs:
- Maharishi Speaks to Educators—Mastery Over Natural Law. Publicatie 1996 | ISBN 978-8175230088

Maharishi presenteert de gehele reikwijdte van zijn kennis van zuiver bewustzijn en de Natuurwet in termen van onderwijs voor de mensen in het onderwijs.
- Maharishi Speaks to Students—Mastery Over Natural Law. Publicatie 1996 | ISBN 978-8175230125

Maharishi vertelt aan studenten hoe ze hun vermogen kunnen ontwikkelen om alles te weten, alles te kunnen en alles te bereiken.
- Maharishi Vedic University—Vedic knowledge for everyone. Publicatie 1994 | ISBN 978-9071750175

Maharishi beschrijft wat Vedisch onderwijs is en hoe het een Vedische beschaving doet ontstaan, een beschaving van vrede, verlichting en vervulling.
- Inaugurating Maharishi Vedic University. Publicatie 1996 | ISBN 978-8175230064

Maharishi presenteert de definitie en reikwijdte van zijn Vedische Wetenschap en de ontdekking van Veda en de Vedische literatuur in de menselijke fysiologie.
- Celebrating Perfection in Education—Dawn of Total Knowledge. Publicatie 1997 | ISBN 978-8175230132

Maharishi beschrijft wat het veld van totale kennis is vanuit het objectieve perspectief van de moderne wetenschap en het subjectieve perspectief van Vedische Wetenschap, de wetenschap van bewustzijn en hoe het veld van totale kennis perfectie in het onderwijs kan brengen.
Over onderwijs en management:
- Maharishi University of Management—Wholeness on the Move. Publicatie 1998 | ISBN 978-8175230019

Maharishi introduceert het concept en de praktijk van het toepassen van het organiserend vermogen van de Natuurwet in elk gebied van management.
Over bestuur en regeren:
- Maharishi’s Absolute Theory of Government—Automation in Administration. Publicatie 1995 | ISBN 978-8175230026

Maharishi beschrijft hoe het mogelijk is om een ideaal systeem van bestuur en regeren te scheppen op elk niveau - gemeenschap, provincie, land en de wereld - door de regering of het bestuur op één lijn te brengen met het perfecte bestuur van het universum.
Over gezondheid:
- Maharishi Forum of Natural Law and National Law for Doctors—Perfect Health for Everyone. Publicatie 1995 | ISBN 978-8175230033

Dit boek introduceert een veelomvattend op preventie gericht veilig gezondheidssysteem.